# Andrea Vavassori
Andrea Vavassori (* 5. Mai 1995 in Turin) ist ein italienischer Tennisspieler.

## Karriere
Vavassori begann mit fünf Jahren das Tennisspielen. Auf der Profitour spielt er hauptsächlich auf der dritt- und zweitklassigen Future und Challenger Tour. Auf der Future Tour konnte er bislang zwölf Titel im Doppel gewinnen.
Er spielt seit 2015 regelmäßig Turniere auf der Future Tour, wobei er im Einzel nur selten über die zweite Runde hinauskam. Im Doppel gelangen ihm ein paar Finaleinzüge, seinen ersten Titel gewann er im Frühjahr 2016. Nach weiteren Erfolgen auf der Future Tour beendete er das Jahr auf Rang 321. der Doppelweltrangliste. Nachdem er das erste Halbjahr 2017 fast ausschließlich Future Turniere gespielt hatte, zog er bei dem Challenger-Turnier in Recanati mit Julian Ocleppo in sein erstes Finale auf diesem Niveau ein, das sie knapp in drei Sätzen verloren. Im November feierte Vavassori seinen ersten Titel auf der Challenger Tour. In Andria zog er mit seinem Landsmann Lorenzo Sonego ins Finale ein, das sie gegen die topgesetzte Paarung Sander Arends und Sander Gillé in drei Sätzen gewannen. Er beendete das Jahr auf dem 174. Rang, seiner bis dahin besten Platzierung.
2018 begann für Vavassori erfolgreich. Im April gewann er an der Seite von Ocleppo seinen zweiten Challengertitel in Francavilla al Mare. Einen Monat später feierte er bei dem Masters-Turnier in Rom sein Debüt auf der ATP World Tour. Er erhielt mit Ocleppo eine Wildcard für das Doppelfeld, verlor jedoch das Auftaktmatch gegen Pablo Cuevas und Marcel Granollers in zwei Sätzen. Nach einem verlorenen Challengerfinale in Posen, gewann er im Juni seinen dritten Titel in Mailand. Durch diesen Erfolg rückte er auf den 126. Rang vor.

## Erfolge
| Legende (Anzahl der Siege)  |
| Grand Slam (2)              |
| ATP World Tour Finals       |
| ATP World Tour Masters 1000 |
| ATP Tour 500 (5)            |
| ATP Tour 250 (5)            |
| ATP Challenger Tour (16)    |

| ATP-Titel nach Belag |
| Hartplatz (5)        |
| Sand (6)             |
| Rasen (1)            |

### Doppel

#### Turniersiege

##### ATP Tour
| Nr. | Datum            | Turnier           | Belag         | Partner           | Finalgegner                        | Ergebnis          |
| --- | ---------------- | ----------------- | ------------- | ----------------- | ---------------------------------- | ----------------- |
| 1.  | 10. April 2021   | Cagliari          | Sand          | Lorenzo Sonego    | Simone Bolelli Andrés Molteni      | 6:3, 6:4          |
| 2.  | 4. März 2023     | Santiago de Chile | Sand          | Andrea Pellegrino | Thiago Seyboth Wild Matías Soto    | 6:4, 3:6, [12:10] |
| 3.  | 8. April 2023    | Marrakesch        | Sand          | Marcelo Demoliner | Alexander Erler Lucas Miedler      | 6:4, 3:6, [12:10] |
| 4.  | 18. Februar 2024 | Buenos Aires      | Sand          | Simone Bolelli    | Marcel Granollers Horacio Zeballos | 6:2, 7:66         |
| 5.  | 23. Juni 2024    | Halle             | Rasen         | Simone Bolelli    | Kevin Krawietz Tim Pütz            | 7:63, 7:65        |
| 6.  | 2. Oktober 2024  | Peking            | Hartplatz     | Simone Bolelli    | Harri Heliövaara Henry Patten      | 4:6, 6:3, [10:5]  |
| 7.  | 11. Januar 2025  | Adelaide          | Hartplatz     | Simone Bolelli    | Kevin Krawietz Tim Pütz            | 4:6, 7:64, [11:9] |
| 8.  | 9. Februar 2025  | Rotterdam         | Hartplatz (i) | Simone Bolelli    | Sander Gillé Jan Zieliński         | 6:2, 4:6, [10:6]  |
| 9.  | 24. Mai 2025     | Hamburg           | Sand          | Simone Bolelli    | Andrés Molteni Fernando Romboli    | 6:4, 6:0          |
| 10. | 27. Juli 2025    | Washington        | Hartplatz     | Simone Bolelli    | Hugo Nys Édouard Roger-Vasselin    | 6:3, 6:4          |

##### ATP Challenger Tour
| Nr. | Datum              | Turnier             | Belag         | Partner              | Finalgegner                                | Ergebnis           |
| --- | ------------------ | ------------------- | ------------- | -------------------- | ------------------------------------------ | ------------------ |
| 1.  | 25. November 2017  | Andria              | Teppich (i)   | Lorenzo Sonego       | Sander Arends Sander Gillé                 | 6:3, 3:6, [10:7]   |
| 2.  | 28. April 2018     | Francavilla al Mare | Sand          | Julian Ocleppo       | Ariel Behar Máximo González                | 7:65, 7:63         |
| 3.  | 30. Juni 2018      | Mailand             | Sand          | Julian Ocleppo       | Gonzalo Escobar Fernando Romboli           | 4:6, 6:1, [11:9]   |
| 4.  | 21. Juli 2018      | San Benedetto       | Sand          | Julian Ocleppo       | Sergio Galdós Federico Zeballos            | 6:3, 6:2           |
| 5.  | 8. Juni 2019       | Posen               | Sand          | David Vega Hernández | Pedro Martínez Mark Vervoort               | 6:4, 6:74, [10:6]  |
| 6.  | 5. Dezember 2020   | Maia (1)            | Sand (i)      | Zdeněk Kolář         | Lloyd Glasspool Harri Heliövaara           | 6:3, 6:4           |
| 7.  | 27. März 2021      | Lugano              | Hartplatz (i) | Andre Begemann       | Denys Moltschanow Serhij Stachowskyj       | 7:611, 4:6, [10:8] |
| 8.  | 11. September 2021 | Tulln               | Sand          | Dustin Brown         | Rafael Matos Felipe Meligeni Alves         | 7:65, 6:1          |
| 9.  | 10. Oktober 2021   | Neapel              | Sand          | Dustin Brown         | Mirza Bašić Nino Serdarušić                | 7:5, 7:65          |
| 10. | 26. März 2022      | Zadar               | Sand          | Zdeněk Kolář         | Franco Agamenone Manuel Guinard            | 3:6, 7:67, [10:6]  |
| 11. | 16. Juli 2022      | Verona              | Sand          | Luis David Martínez  | Juan Ignacio Galarza Tomás Lipovsek Puches | 7:64, 3:6, [12:10] |
| 12. | 6. August 2022     | Cordenons           | Sand          | Dustin Brown         | Ivan Sabanov Matej Sabanov                 | 6:4, 7:5           |
| 13. | 17. September 2022 | Stettin             | Sand          | Dustin Brown         | Roman Jebavý Adam Pavlásek                 | 6:4, 5:7, [10:8]   |
| 14. | 25. September 2022 | Genua               | Sand          | Dustin Brown         | Roman Jebavý Adam Pavlásek                 | 6:2, 6:2           |
| 15. | 25. November 2023  | Valencia            | Sand          | Andrea Pellegrino    | Daniel Rincón Oriol Roca Batalla           | 6:2, 6:4           |
| 16. | 2. Dezember 2023   | Maia (2)            | Sand (i)      | Marco Bortolotti     | Fernando Romboli Szymon Walków             | 6:4, 3:6, [12:10]  |

#### Finalteilnahmen
| Nr. | Datum           | Turnier         | Belag     | Partner        | Finalgegner                       | Ergebnis           |
| --- | --------------- | --------------- | --------- | -------------- | --------------------------------- | ------------------ |
| 1.  | 9. April 2022   | Marrakesch      | Sand      | Jan Zieliński  | Rafael Matos David Vega Hernández | 1:6, 5:7           |
| 2.  | 25. Juni 2023   | Halle (1)       | Rasen     | Simone Bolelli | Marcelo Melo John Peers           | 6:73, 6:3, [6:10]  |
| 3.  | 29. Juli 2023   | Umag            | Sand      | Simone Bolelli | Blaž Rola Nino Serdarušić         | 6:4, 6:72, [13:15] |
| 4.  | 27. Januar 2024 | Australian Open | Hartplatz | Simone Bolelli | Rohan Bopanna Matthew Ebden       | 6:70, 5:7          |
| 5.  | 8. Juni 2024    | French Open     | Sand      | Simone Bolelli | Marcelo Arévalo Mate Pavić        | 5:7, 3:6           |
| 6.  | 25. Januar 2025 | Australian Open | Hartplatz | Simone Bolelli | Harri Heliövaara Henry Patten     | 7:616, 6:75, 3:6   |
| 7.  | 22. Juni 2025   | Halle (2)       | Rasen     | Simone Bolelli | Kevin Krawietz Tim Pütz           | 3:6, 6:74          |

### Mixed

#### Turniersiege
| Nr. | Datum             | Turnier     | Belag     | Partnerin   | Finalgegner                  | Ergebnis  |
| --- | ----------------- | ----------- | --------- | ----------- | ---------------------------- | --------- |
| 1.  | 5. September 2024 | US Open     | Hartplatz | Sara Errani | Taylor Townsend Donald Young | 7:60, 7:5 |
| 2.  | 6. Juni 2025      | French Open | Sand      | Sara Errani | Taylor Townsend Evan King    | 6:4, 6:3  |

## Abschneiden bei Grand-Slam-Turnieren

### Einzel
| Turnier         | 2022 | 2023 | 2024 | Karriere |
| --------------- | ---- | ---- | ---- | -------- |
| Australian Open | Q2   | Q1   | Q3   | —        |
| French Open     | Q2   | 2    | Q3   | 2        |
| Wimbledon       | 1    | Q1   | Q1   | 1        |
| US Open         | Q1   | Q2   | Q1   | —        |

Zeichenerklärung: S = Turniersieg; F, HF, VF, AF = Einzug ins Finale / Halbfinale / Viertelfinale / Achtelfinale; 1, 2, 3 = Ausscheiden in der 1. / 2. / 3. Hauptrunde; Q1, Q2, Q3 = Ausscheiden in der 1. / 2. / 3. Qualifikationsrunde; nicht ausgetragen

### Doppel
| Turnier         | 2021 | 2022 | 2023 | 2024 | 2025 | Karriere |
| --------------- | ---- | ---- | ---- | ---- | ---- | -------- |
| Australian Open | 2    | 1    | 2    | F    | F    | F        |
| French Open     | 1    | 2    | 1    | F    | AF   | F        |
| Wimbledon       | 1    | 2    | 2    | 1    | 2    | 2        |
| US Open         | —    | AF   | 1    | AF   |      | AF       |